# 隐瓣蝇子草
隐瓣蝇子草（学名：Silene gonosperma）为石竹科蝇子草属的植物。分布于中亚地区以及中国大陆的河北、新疆、山西、西藏、甘肃、青海等地，生长于海拔1,600米至4,400米的地区，一般生于高山草甸，目前尚未由人工引种栽培。

## 别名
无瓣女娄菜（拉汉种子植物名称）

## 异名
- Gastrolychnis apetala auct. non (L.) Tolm. et Kozhanczikov.
- Melandrium apetalum auct. non (L.) Fenzl